# Daverdisse

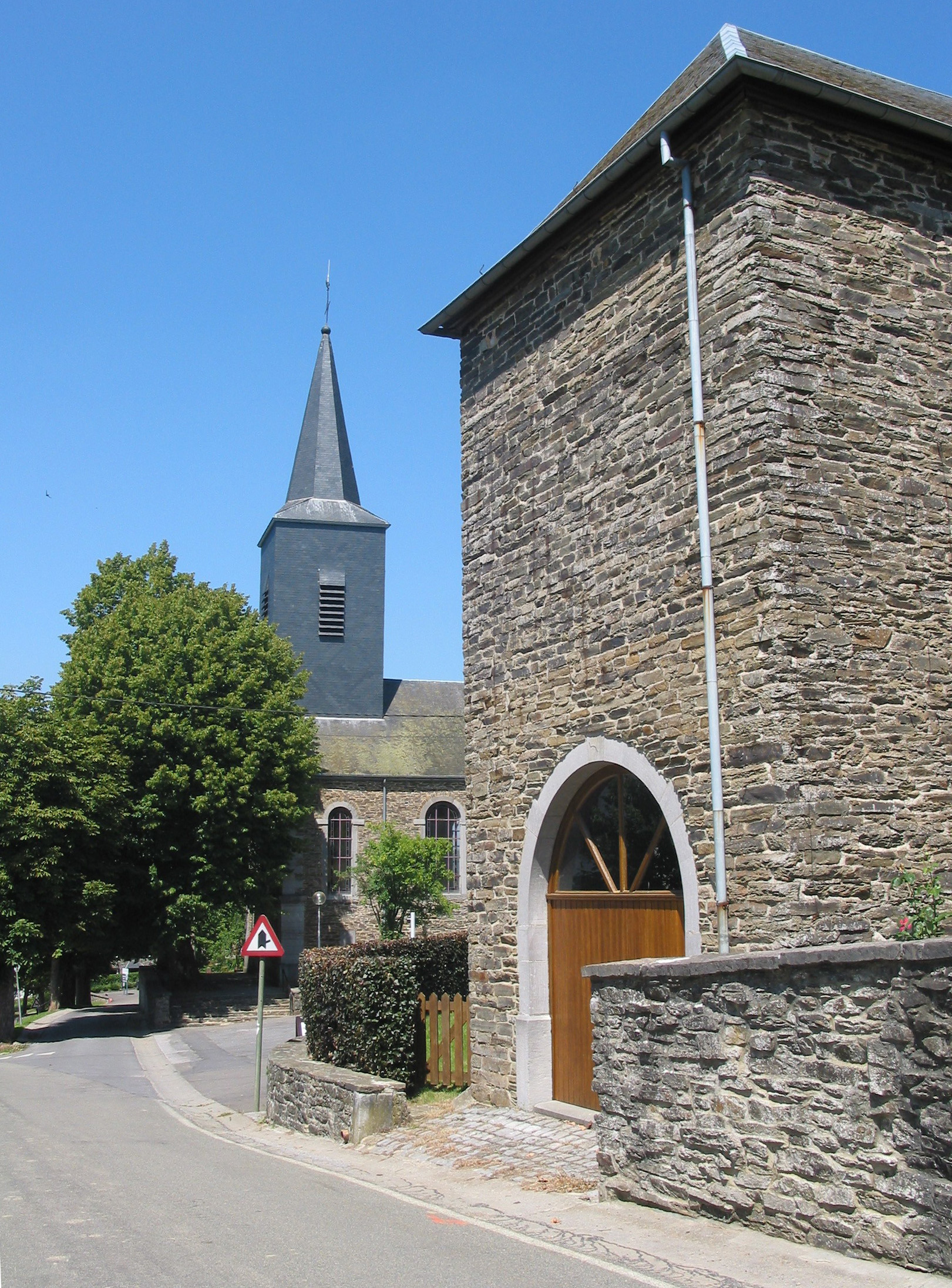
Daverdisse: gần giáo đường St Peter

Daverdisse là một đô thị của Bỉ. Đô thị này nằm ở tỉnh Luxembourg, vùng Wallonie.
Ngày 1 tháng 1 năm 2007, đô thị này có diện tích 56,4 km², có 1.372 dân với mật độ dân số 24,3 người trên mỗi km².

## Liên kết ngoài

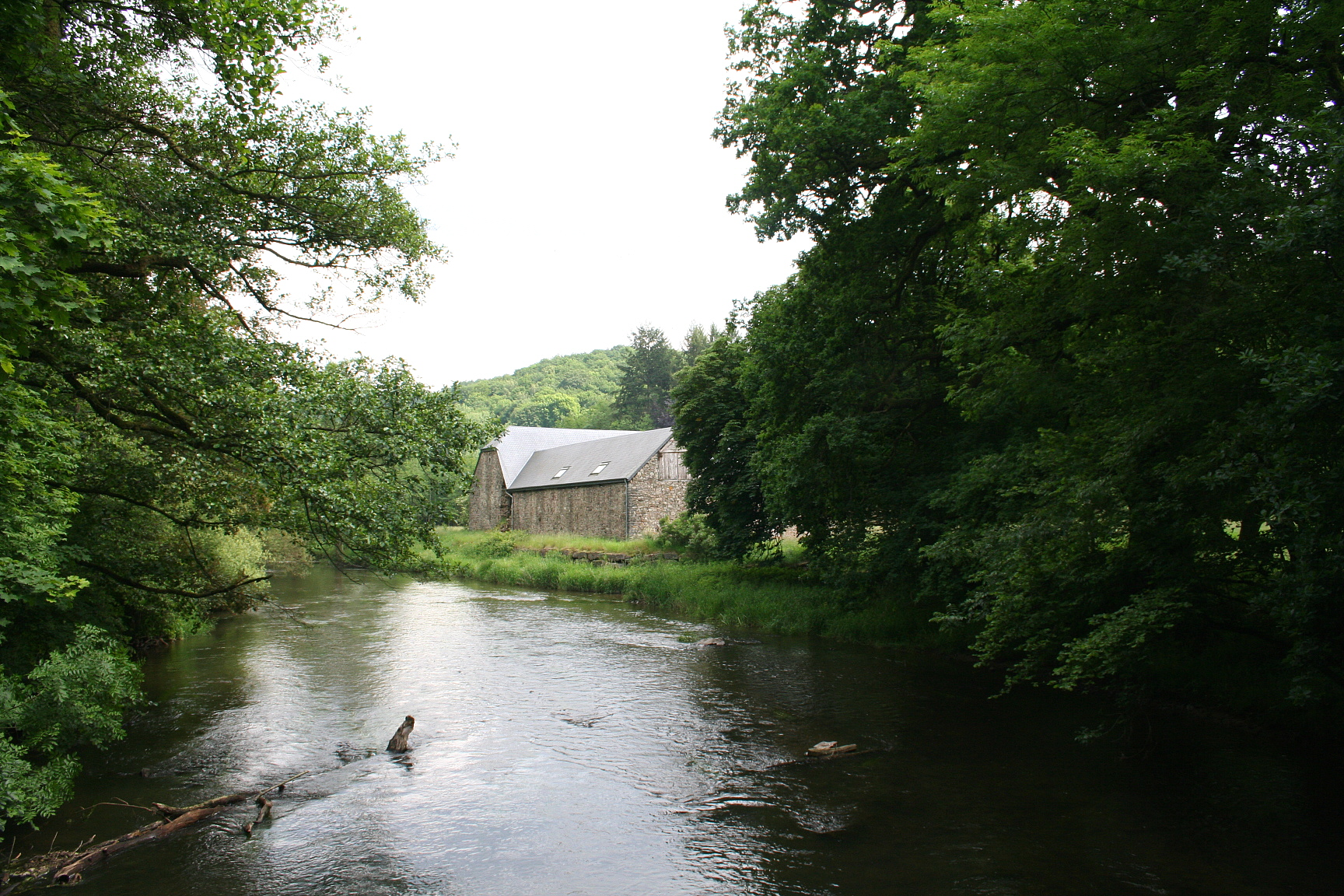
Sông Lesse và nông trang Mohimont.